# Kurt David
Kurt David (* 13. Juli 1924 in Reichenau in Sachsen; † 2. Februar 1994 in Görlitz) war ein deutscher Schriftsteller.

## Leben
Kurt David absolvierte nach dem Besuch der Handelsschule eine kaufmännische Ausbildung. Von 1942 bis 1945 nahm er als Soldat der Wehrmacht am Zweiten Weltkrieg teil. Von 1945 bis 1946 war er in sowjetischer Kriegsgefangenschaft. Den Plan einer Ausbildung zum Musiker musste er wegen einer Kriegsverwundung aufgeben. David gehörte vier Jahre der Volkspolizei der DDR an und war anschließend zwei Jahre lang Kreissekretär beim Kulturbund der DDR. Seit 1954 lebte er als freier Schriftsteller zuerst in Oberseifersdorf/Zittau, danach bis zu seinem Tod in Oybin. In den 1960er Jahren unternahm er mehrfach Reisen in die Mongolei und durch Polen. 1970 erhielt er den Alex-Wedding-Preis, 1973 den Nationalpreis, 1980 den Vaterländischen Verdienstorden und 1984 den Lion-Feuchtwanger-Preis. Von 1972 bis 1983 war er mit dem Decknamen „Hyronimus“ vom Ministerium für Staatssicherheit als Inoffizieller Mitarbeiter erfasst.
Davids frühe Werke haben die Auseinandersetzung mit der eigenen Vergangenheit unter dem Nationalsozialismus und im Zweiten Weltkrieg zum Thema. Es folgten Bände mit Reiseberichten. Den größten Teil in Davids Werk bilden die Kinder- und Jugendbücher, von denen vor allem der humoristische Band Freitags wird gebadet in der DDR ein großer Publikumserfolg, auch in der Fassung als Fernsehserie, war. Eine weitere Facette in Davids Schaffen bilden historische Romane, die Themen aus der Geschichte der Mongolen behandeln. Außerdem schrieb David Biografien über die Komponisten Beethoven und Schubert.

## Werke
- Die Verführten, Halle (Saale) 1956
- Gegenstoß ins Nichts, Berlin 1957
- Befehl ausgeführt, Berlin 1958
- Michael und sein schwarzer Engel, Berlin 1958
- Briefe an den lieben Gott, Berlin 1959
- Der erste Schuß, Berlin 1959
- Zwei Uhr am roten Turm, Berlin 1959
- Der goldene Rachen, Berlin 1960
- Der Granitschädel, Halle (Saale) 1960
- Sechs Stare saßen auf der Mauer, Berlin 1961
- Im Land der Bogenschützen, Berlin 1962
- Der singende Pfeil, Berlin 1962
- Polnische Etüden, Berlin 1963
- Beenschäfer, Berlin 1964
- Freitags wird gebadet, Berlin 1964
- Das Haus im Park, Berlin 1964
- Der Spielmann vom Himmelpfortgrund, Berlin 1964
- Die goldene Maske, Berlin 1966
- Der Schwarze Wolf, Berlin 1966
- Tenggeri, Berlin 1968
- Bärenjagd im Chentei, Berlin 1970
- Begegnung mit der Unsterblichkeit, Berlin 1970
- Die Überlebende, Berlin 1972
- Antennenaugust, Berlin 1975
- Der Bär mit dem Vogel auf dem Kopf, Berlin 1977 (zusammen mit Gerhard Goßmann)
- Was sich die schönste aller Wolken wünschte, Berlin 1977 (zusammen mit Karl-Heinz Appelmann)
- Der Löwe mit der besonders schönen langen Mähne, Berlin 1978 (zusammen mit Horst Bartsch)
- Der Khan mit den Eselsohren, Berlin 1981 (zusammen mit Waltraut Fischer)
- Goldwurm und Amurtiger, Berlin 1982 (zusammen mit Gerhard Goßmann)
- Rosamunde, aber nicht von Schubert, Berlin 1982
- Das weiße Pony, Berlin 1989
- Die Gruft, "Das Magazin". Heft 12/1980

## Verfilmungen
- Aus dem Tagebuch eines Minderjährigen, siebenteilige Fernsehserie des DFF nach Freitags wird gebadet, 1965, Regie: Klaus Gendries
- Die Überlebende, DFF 1975, Regie: Christian Steinke